# Bataille de Noisseville
Guerre franco-allemande
Batailles
- Chronologie de la guerre franco-prussienne de 1870
- Sarrebruck (08-1870)
- Wissembourg (08-1870)
- Forbach-Spicheren (08-1870)
- Wœrth (08-1870)
- Bitche (08-1870)
- Phalsbourg (08-1870)
- Borny-Colombey (08-1870)
- Strasbourg (08-1870)
- Mars-la-Tour (08-1870)
- Toul (08-1870)
- Gravelotte (08-1870)
- Metz (08-1870)
- Nouart (08-1870)
- Beaumont (08-1870)
- Noisseville (08-1870)
- Sedan (08-1870)
- Montmédy (09-1870)
- Soissons (09-1870)
- Siège de Paris et chronologie du siège (09-1870)
- Nompatelize (10-1870)
- Bellevue (10-1870)
- Châtillon (10-1870
- Châteaudun (10-1870)
- Buzenval (10-1870)
- Bourget (10-1870)
- Dijon (10-1870)
- Belfort (11-1870)
- La Fère (11-1870)
- Langres (11-1870)
- Bouvet et Meteor (navale) (11-1870)
- Coulmiers (11-1870)
- Thionville (11-1870)
- Châtillon-sur-Seine (11-1870)
- Villers-Bretonneux (11-1870)
- Beaune-la-Rolande (11-1870)
- Champigny (11-1870)
- Orléans (12-1870)
- Loigny (12-1870)
- Châteauneuf (12-1870)
- Beaugency (12-1870)
- Longeau (12-1870)
- l’Hallue (12-1870)
- Siège de Péronne (1871)
- Bapaume (01-1871)
- Villersexel (01-1871)
- Le Mans (01-1871)
- Héricourt (01-1871)
- Saint-Quentin (01-1871)
- Buzenval (01-1871)

La bataille de Noisseville-Servigny appelée plus simplement bataille de Noisseville ou encore bataille de Sainte-Barbe eut lieu du 31 août au 1er septembre 1870, durant la guerre franco-allemande. Elle se termina par une victoire prussienne.

## La bataille
Parties de Metz, les troupes de l'armée du Rhin du maréchal Bazaine tentèrent de passer au travers de lignes prussiennes commandées par le prince Frédéric Charles.
Dans un premier temps, les Français semblaient pouvoir l'emporter, et parvinrent à conserver le terrain qu'ils avaient conquis pendant la journée. Mais le 1er septembre, ils furent repoussés jusqu'à Metz perdant 3 379 soldats et 145 officiers. Les Prussiens perdirent, eux, 2 850 soldats et 126 officiers.

Les villages de Sainte-Barbe, Servigny, Failly, Noisseville et Montoy furent témoins de luttes acharnées.

## Sources
- Wachter (transcripteur Marie France Robelin), Bataille de Noisseville ou de Sainte-Barbe 31 août-1er septembre 1870, novembre 2008, 12 p.
- (en) Thomas Harbottle et George Bruce, Harbottle's dictionary of battles, New York, Van Nostrand Reinhold Company, 1979, 303 p. (ISBN 978-0-442-22336-6).
- Colonel Rousset, Histoire générale de la Guerre franco-allemande, tome 2, édition Jules Tallandier, Paris.
- Theodor Fontane: Der Krieg gegen Frankreich 1870–1871. Gesamtausgabe in 2 Bänden. Verlag Rockstuhl, Bad Langensalza, Reprint 1873/1876/2004
  - Band 1,  (ISBN 3-937135-25-1).
  - Band 2,  (ISBN 3-937135-26-X).
- Geoffrey Wawro (de): The Franco-Prussian War: The German Conquest of France in 1870–1871. Cambridge University Press, Cambridge 2005,  (ISBN 0-521-61743-X).
- Justus Scheibert: Der Krieg zwischen Frankreich und Deutschland. bearbeitet nach dem Großen Generalstabswerk, W. Paulis Nachfolger, Berlin 1895.